# サイモン・ブリッジス
サイモン・ジョセフ・ブリッジス（Simon Joseph Bridges、1976年10月12日 - ）は、ニュージーランドの政治家。第13代ニュージーランド国民党党首を務めた。

## 来歴
オークランド生まれ。
2018年2月27日国民党総裁選挙で党首に就任した。
2020年5月5日の国民党党首選挙でトッド・マラーに破れた。